# Веселе (Хмельницький район)
Весе́ле — село в Україні, у Миролюбненській сільській громаді Хмельницького району Хмельницької області. Населення становить 80 осіб. До 2020 орган місцевого самоврядування — Сковородківська сільська рада.

## Географія
Селом тече річка Безіменна.